# Mijn Drenthe
Mijn Drenthe ist die Hymne der niederländischen Provinz Drenthe. Text und Melodie stammen von J. J. Uilenberg.

## Originaltext
Ik heb u lief, mijn heerlijk landje,
Mijn eenig Drentheland,
Ik min de eenvoud in uw schoonheid,
’k Heb u mijn hart verpand.
Mijn taak vervuld’ ik blijde,
Waarheen ook plicht mij riep,
Uw geest was ’t, die mij leidde,
Daarom vergeet ’k u niet.
’k Hoor nog de lieve, held’re klokjes,
bij zinkend’ avondzon,
Als schaapjes keerden van de heide,
En moeder met ons zong.
O, kon ik nog eens horen,
Dat lied in ’t schemeruur,
En vaders schoon vertelsel,
Bij ’t vrolijk knappend vuur!
’k Zie nog uw brink met forsche eiken,
Waar ik mijn makkers vond,
Waar ik mijn tenen mandje vulde,
Met eikels, glad en rond.
Daar bij die oude linde,
Kwam ’k met mijn vrienden saam,
Zo menig vriend ging henen,
De schors bewaart zijn naam.
De ruige boswal langs uw velden,
Was mijn luilekkerland,
Die gaf mij lekk’re, zoete bramen,
Uit milde, gulle hand.
Daar gaarde ik de brandstof,
Voor ’t oud en heilig vuur,
Als lente’s adem wekte,
Uit sluim’rende natuur.
Waar nog de held’re, koele veldplas,
Uw vredig beekje voedt,
Daar in dat wijde, bruine heivlak,
Waar wilp en korhoen broedt.
Daar koelde ik mijn leden,
In ’t nat van zuiv’re wel,
Daar heb ik leren zwieren,
Op ijzers, blank en snel.
Die beelden uit dat zoet verleden,
Wat bleven zij bij mij!
Vaak heb ik zwaren strijd gestreden,
Dan hielpen, sterkten zij.
En nu, ten volle dankbaar,
Wijd ’k u mijn beste lied,
Mijn heilrijk, heerlijk Drenthe,
Vergeten kan ’k u niet!